# Gekauft, gekocht, gewonnen
Gekauft, gekocht, gewonnen ist eine Doku-Soap des Fernsehsenders kabel eins. Darin treten zwei Profiköche zu einem Duell an, bei dem sie jeweils mit einem Supermarkt-Kunden innerhalb von zwei Stunden ein Menü aus dessen Einkauf in dessen Küche kochen müssen.

## Aufbau einer Sendung

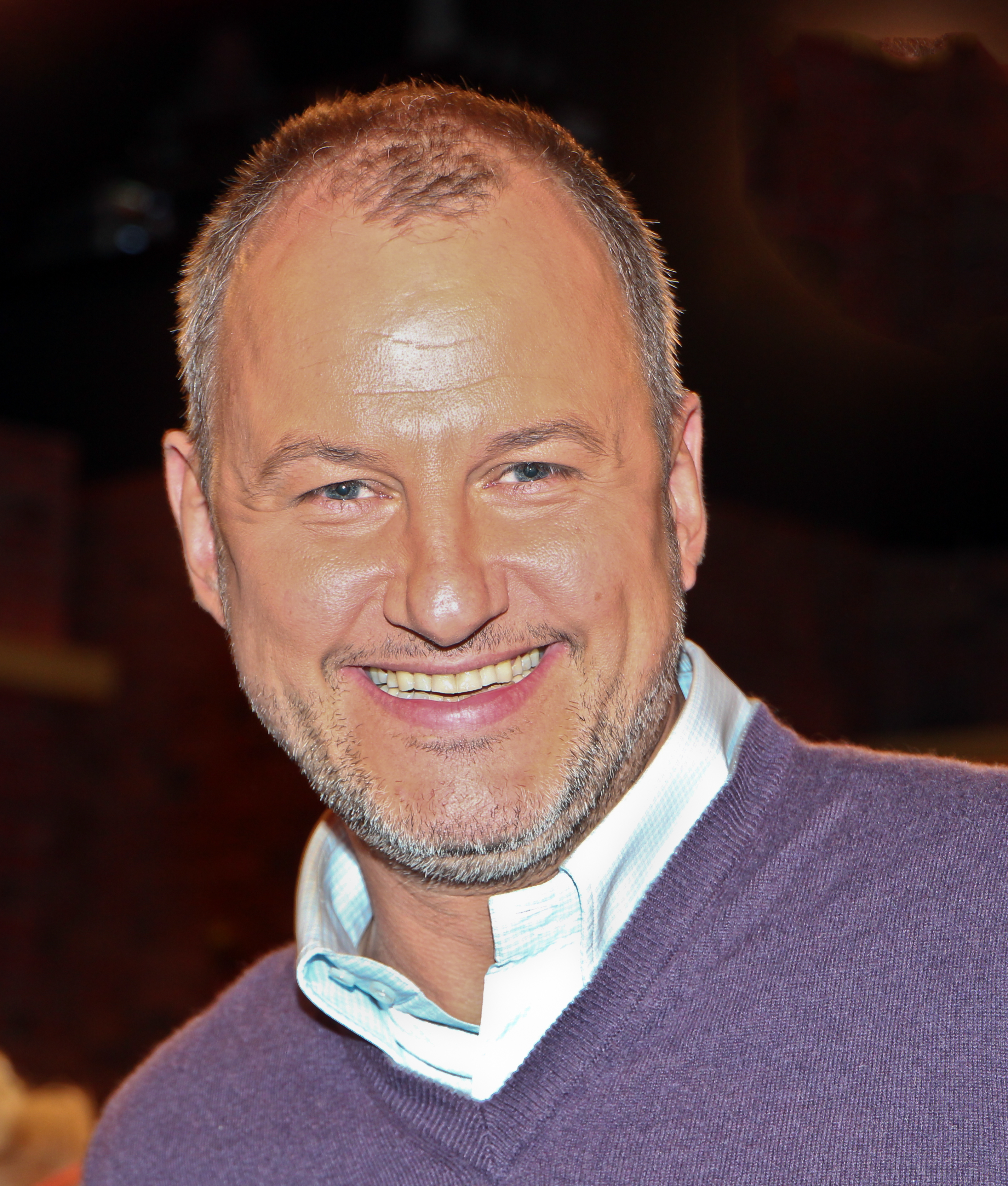
Frank Rosin ist einer der Profiköche in der Sendung.

Zwei Profiköche treten zu einem Duell an. Über versteckte Kameras beobachten sie Kunden in einem Supermarkt beim Einkauf. Jeder Koch muss sich dabei jeweils für einen Kunden entscheiden, mit dem er zusammen kochen möchte. Wenn der ausgewählte Kunde zur Kasse geht, geht der Koch zum Ausgang des Geschäfts und spricht den Kunden an. Falls der Kunde nach der Erklärung des Konzepts einer Teilnahme zustimmt, fährt er mit dem Profikoch zu sich nach Hause. Dort bereiten Koch und Kunde unter Zeitdruck ein Zwei-Gänge-Menü mit Vorspeise und Hauptgang oder Hauptgang und Dessert zu. Dabei müssen sie möglichst von allen Lebensmitteln, die der Kunde gerade gekauft hat, etwas verwenden. Salz, Zucker, Pfeffer, Öl, Essig und Trockengewürze können zusätzlich benutzt werden. Außerdem hat der Koch einen Joker: Er darf sich eine Zutat aus der Küche des Kunden, die nicht aus dem aktuellen Einkauf stammt, wünschen und bei Vorhandensein verwenden.
Anschließend werden die Gerichte Testessern (Staffel 1) beziehungsweise einem Gastronomiekritiker (Staffel 2) serviert. Diese erhalten eine Liste mit den jeweils eingekauften Produkten, haben aber keine Information darüber, welches Menü von welchem Team zubereitet wurde. Wenn ein Produkt entgegen den Regeln nicht verwendet wurde, wird es neben den Menüs auf den Tisch gestellt, um den Mangel aufzuzeigen. Nach der Verkostung kommen die Köche und Kunden in den Raum und die Testesser beziehungsweise der Gastronomiekritiker stimmen ab, welches Team das bessere Menü gekocht hat. Der erfolgreiche Kunde erhält 500 Euro.

### Erste Staffel (2017)
In der ersten Staffel wurden die Teilnehmer in einer Münchener Filiale des Discounters Lidl ausgewählt. Für den gesamten Prozess von der Beobachtung der Kunden bis zum Verpacken der zubereiteten Gerichte hatten die Kontrahenten genau zwei Stunden Zeit. Die Abstimmung über das beste Menü nahmen drei Testesser vor, die mit grünen und orangefarbenen Karten abstimmten. Der Sieger erhielt einen Einkaufsgutschein von Lidl im Wert von 500 Euro.

### Zweite Staffel (2018)
Die Auswahl der Kunden erfolgt in einer Filiale von Edeka. Die beiden konkurrierenden Köche können erst buzzern, wenn der Kunde die Produkte aufs Kassenband legt, und müssen sich entscheiden, bevor das letzte Produkt gescannt wird. Beide Köche können um denselben Kunden werben. In diesem Fall entscheidet der Kunde, sofern er antritt, mit welchem Koch er antritt. Für die Auswahl haben die Köche 45 Minuten Zeit. In der Küche des Teilnehmers haben sie dann weitere 45 Minuten Zeit, um die Gerichte zuzubereiten. Die Gerichte werden vom Gastronomiekritiker Heinz Horrmann bewertet, der in den Kategorien Lebensmitteleinsatz, Kreativität und Geschmack jeweils bis zu drei Punkte vergibt. Falls nicht alle Zutaten aus dem Warenkorb verwendet wurden, gibt es Punktabzug. Der Sieger erhält 500 Euro in bar.

## Episoden
Die Sendung wird seit dem 13. November 2017 montags bis freitags von 17:55 Uhr bis 18:55 Uhr im Vorabendprogramm bei kabel eins ausgestrahlt. Die Auftaktfolge erreichte über eine Mio. Zuschauer. Die 30. Folge wurde am 22. Dezember 2017 ausgestrahlt. Am 20. August 2018 begann die zweite Staffel, die montags bis freitags von 18:55 Uhr bis 20:15 Uhr ausgestrahlt wird.
| Staffel | Folge | Erstausstrahlung  | Koch 1             | Koch 2              | Sieger     |
| ------- | ----- | ----------------- | ------------------ | ------------------- | ---------- |
| 1       | 1     | 13. November 2017 | Frank Rosin        | Sebastian Lege      | Lege       |
| 1       | 2     | 14. November 2017 | Frank Buchholz     | Mike Süsser         | Buchholz   |
| 1       | 3     | 15. November 2017 | Frank Rosin        | Cornelia Poletto    | Rosin      |
| 1       | 4     | 16. November 2017 | Timo Hinkelmann    | Olaf Baumeister     | Hinkelmann |
| 1       | 5     | 17. November 2017 | Sebastian Lege     | Frank Rosin         | Rosin      |
| 1       | 6     | 20. November 2017 | Frank Rosin        | Hans Jörg Bachmeier | Bachmeier  |
| 1       | 7     | 21. November 2017 | Mike Süsser        | Frank Buchholz      | Buchholz   |
| 1       | 8     | 22. November 2017 | Olaf Baumeister    | Frank Rosin         | Rosin      |
| 1       | 9     | 23. November 2017 | Sebastian Lege     | Martin Baudrexel    | Lege       |
| 1       | 10    | 24. November 2017 | Frank Rosin        | Pia-Engel Nixon     | Rosin      |
| 1       | 11    | 27. November 2017 | Martin Baudrexel   | Sebastian Lege      | Baudrexel  |
| 1       | 12    | 28. November 2017 | Pia-Engel Nixon    | Frank Rosin         | Nixon      |
| 1       | 13    | 29. November 2017 | Frank Buchholz     | Mike Süsser         | Süsser     |
| 1       | 14    | 30. November 2017 | Frank Rosin        | Sebastian Lege      | Rosin      |
| 1       | 15    | 1. Dezember 2017  | Mike Süsser        | Mario Kotaska       | Süsser     |
| 1       | 16    | 4. Dezember 2017  | Martin Baudrexel   | Sebastian Lege      | Baudrexel  |
| 1       | 17    | 5. Dezember 2017  | Cornelia Poletto   | Frank Rosin         | Poletto    |
| 1       | 18    | 6. Dezember 2017  | Frank Buchholz     | Martin Baudrexel    | Buchholz   |
| 1       | 19    | 7. Dezember 2017  | Björn Freitag      | Timo Hinkelmann     | Hinkelmann |
| 1       | 20    | 8. Dezember 2017  | Alexander Kumptner | Pia-Engel Nixon     | Kumptner   |
| 1       | 21    | 11. Dezember 2017 | Alexander Kumptner | Pia-Engel Nixon     | Nixon      |
| 1       | 22    | 12. Dezember 2017 | Olaf Baumeister    | Martin Baudrexel    | Baudrexel  |
| 1       | 23    | 13. Dezember 2017 | Mario Kotaska      | Mike Süsser         | Kotaska    |
| 1       | 24    | 14. Dezember 2017 | Holger Bodendorf   | Frank Rosin         | Bodendorf  |
| 1       | 25    | 15. Dezember 2017 | Martin Baudrexel   | Olaf Baumeister     | Baudrexel  |
| 1       | 26    | 18. Dezember 2017 | Martin Baudrexel   | Frank Buchholz      | Baudrexel  |
| 1       | 27    | 19. Dezember 2017 | Mario Kotaska      | Mike Süsser         | Süsser     |
| 1       | 28    | 20. Dezember 2017 | Mario Kotaska      | Mike Süsser         | Kotaska    |
| 1       | 29    | 21. Dezember 2017 | Jean-Marie Dumaine | Mario Kotaska       | Kotaska    |
| 1       | 30    | 22. Dezember 2017 | Holger Bodendorf   | Stefan Wiertz       | Bodendorf  |
| 2       | 31    | 20. August 2018   | Frank Rosin        | Timo Hinkelmann     | Rosin      |
| 2       | 32    | 21. August 2018   | Mario Kotaska      | Léa Linster         | Kotaska    |
| 2       | 33    | 22. August 2018   | Sebastian Lege     | Frank Rosin         | Lege       |
| 2       | 34    | 23. August 2018   | Alexander Kumptner | Hans Jörg Bachmeier | Kumptner   |
| 2       | 35    | 24. August 2018   | Martin Baudrexel   | Sebastian Lege      | Lege       |

## Produktion und Kritik
Frank Rosin ist bei kabel eins bereits seit 2009 mit Rosins Restaurants aktiv. Daher baute der Sender um ihn herum das neue Format Gekauft, gekocht, gewonnen auf. Rosin betrachtet es als „familienfreundliche[s] Format, [das] alle Generationen ansprechen“ soll. Er möchte „den Leuten erklären […], dass sie mit den eingekauften Dingen viel mehr machen können, als sie denken.“ Wichtig sei ihm auch, dass Profiköche „die Masse erreichen“. Manuel Nunez Sanchez beschrieb die Sendung bei Quotenmeter.de als „nette, durchaus gewitzte Stunde vorabendlicher Unterhaltung“. Der „beste, weil unverbrauchteste Teil“ sei der Einstieg mit der Auswahl der Kunden, der Rest „mehr oder minder Kochshow-Routine“.
Der Datenschutz bei der Beobachtung mit versteckten Kameras soll dadurch gewährleistet sein, dass die Kunden am Eingang darauf hingewiesen werden, dass im Geschäft Dreharbeiten stattfinden.